# Vita privata di Giacomo I d'Inghilterra

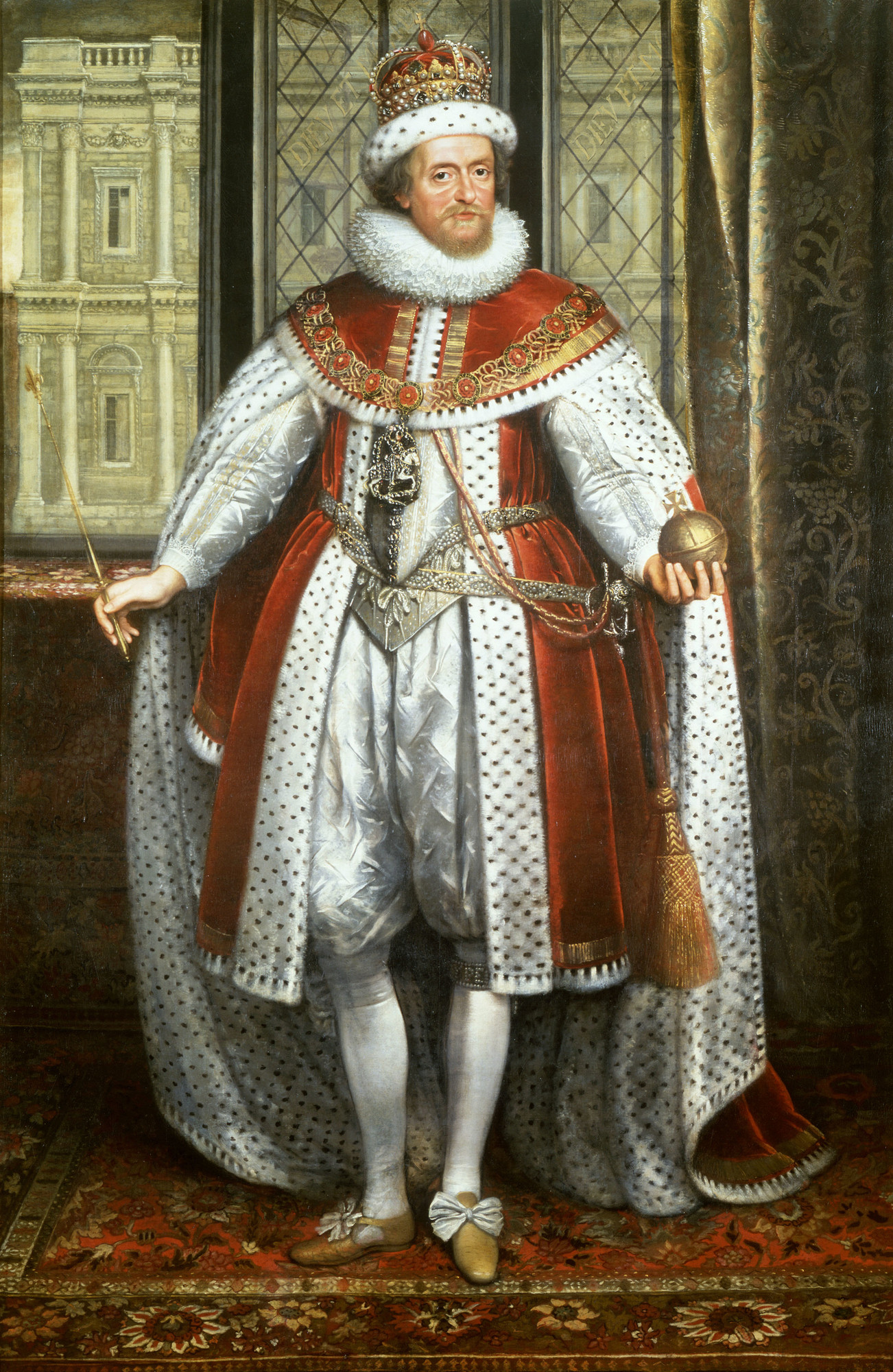
Giacomo I d'Inghilterra ritratto da Paul van Somer (1620)

La vita privata di Giacomo I d'Inghilterra e VI di Scozia è stata oggetto di studi specifici riguardanti gli stretti legami che il monarca instaurò con i suoi favoriti, legami talmente stretti da far ipotizzare a numerosi storici la possibilità dell'omosessualità o bisessualità del re Stuart. Giacomo ebbe anche relazioni sentimentali con delle donne, tra cui Anne Murray, oltre ad essere stato sposato con Anna di Danimarca dal 1589 alla morte. Insieme alla consorte, Giacomo ebbe sette figli, tra cui il futuro erede Carlo I d'Inghilterra.
Da un punto di vista morale, Giacomo I prese una forte posizione contro la sodomia, definendola nel suo speculum principis Basilikón Dōron uno di quei pochi orribili crimini che un sovrano in tutta coscienza non deve mai perdonare. Tuttavia, quando il re era ancora in vita i suoi rapporti con uomini giovani ed attraenti erano già chiacchierati, tanto che un epigramma neolatino dell'epoca affermava Rex fuit Elisabeth, nunc est regina Jacobus: "Elisabetta fu re, ora Giacomo è regina". Effettivamente il monarca era incline ad innalzare i suoi favoriti ai massimi livelli dell'aristocrazia inglese, donando titoli e possedimenti, e alcune lettere pervenuteci tra Giacomo e i suoi minions sono di natura profondamente intima. A partire dalla seconda metà del XVII secolo la sessualità del re divenne oggetto di discussione e critica da parte di importanti figure culturali del periodo, tra cui Jeremy Bentham, che lo definì un ipocrita perché condannava pubblicamente dei comportamenti che era più che disposto ad adottare nel privato.

## Aspetto fisico
Quando Giacomo I divenne re d'Inghilterra all'età di trentasette anni il suo aspetto fisico fu oggetto di discussione tra i cortigiani. Giacomo viene descritto come alto e dalle spalle larghe, ma con le gambe sottili. Pare addirittura che avesse difficoltà a camminare a causa di un incidente d'infanzia o una complicazione durante la gravidanza della madre, tanto che secondo alcuni non camminò prima dei sette anni di età. Alcuni cortigiani, tra cui Anthony Welldon, descrissero la sua lingua come troppo grossa per la bocca, tanto da versarsi addosso i liquidi ogni volta che beveva. Alcune di queste osservazioni vanno però lette attraverso le lenti delle differenze d'etichetta tra la corte inglese e quella scozzese, con i cortigiani della prima inclini a considerare i secondi più rozzi e meno educati. Basandosi su fonti dell'epoca, Walter Scott riporta che il primogenito Enrico Federico Stuart veniva considerato d'aspetto migliore del padre, da cui però aveva ereditato le spalle larghe.

## Rapporti con i genitori
Giacomo I non conobbe i genitori: il padre, Enrico Stuart, Lord Darnley, fu ucciso sette mesi dopo la nascita del futuro re, mentre la madre, Maria Stuarda, fu costretta ad abbandonarlo dopo il matrimonio con James Hepburn, IV conte di Bothwell nel 1567. I nonni materni erano entrambi morti prima della sua nascita; il nonno paterno fu ucciso a duello quando Giacomo aveva cinque anni e la nonna paterna non aveva rapporti con lui dato che viveva in Inghilterra. Non ebbe né fratelli né sorelle.

## Relazioni personali

### Il matrimonio

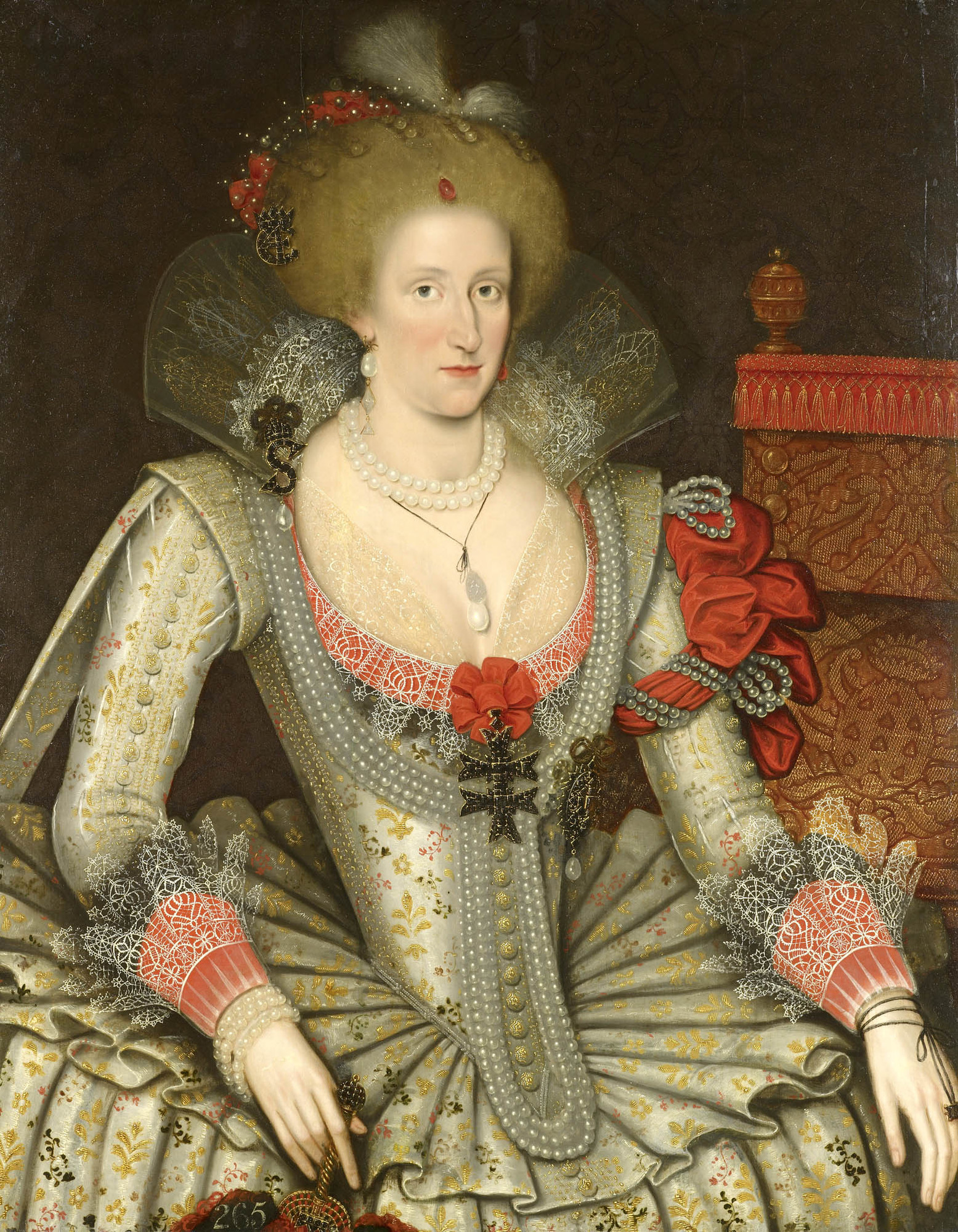
Anna di Danimarca, ritratta da Marcus Gheeraerts the Younger

Giacomo I sposò Anna di Danimarca per procura nel 1589 e di persona nel 1590, quando si recò in Danimarca per condurre la sposa nella sua nuova patria. Le nozze facevano parte di un disegno politico volto a consolidare i rapporti con i protestanti dell'Europa continentale, un progetto che lo stesso Giacomo portò avanti dando la figlia in sposa al futuro re di Boemia. Testimonianze dell'epoca affermano che Giacomo fosse effettivamente infatuato della moglie, ma che il trasporto sentimentale si placò rapidamente, e quando Anna era incinta del primogenito il re la stava già tradendo con Anne Murray. Le parole dello stesso Giacomo rivelano una certa ambivalenza nei confronti del matrimonio, che definì nel Basilikón Dōron "la più grande felicità o miseria terrena che può giungere a un uomo".
Già nei primi due anni di matrimonio (1591-1592) tensioni interne ed esterne alla coppia cominciarono a farsi sentire, causate dal fatto che un erede tardasse ad arrivare. Polemisti presbiteriani insinuavano che l'erede tardasse ad essere concepito perché il re era troppo interessato alle sue compagnie maschili, ma la nascita del primogenito Enrico il 19 febbraio 1594 placò temporaneamente i pettegolezzi. La nascita del figlio però portò nuove tensioni all'interno della coppia, dato che Anna non voleva rinunciare al proprio ruolo nella crescita ed educazione del principe ereditario, mentre invece il marito lo aveva affidato al conte di Mar John Erskine perché venisse allevato al Castello di Stirling, secondo la tradizione scozzese. La lotta per il figlio inasprì la relazione tra i coniugi reali, che in diverse occasioni litigarono furiosamente in pubblico; la frustrazione e il nervosismo gravarono sulle salute della regina, che ebbe un aborto spontaneo nel 1595. Tra il 1600 e il 1603 un altro furioso litigio guastò l'armonia della coppia, causata dal licenziamento da parte di Giacomo delle dame di compagnia Beatrix e Barbara Ruthven; la regina per protesta si rifiutò di mangiare e di alzarsi dal letto, ignorando gli ordini del re e marito. Oggetto ricorrente di discussione tra i due erano anche la gestione dei domestici e l'eccessivo bere di Giacomo. Un altro incidente si verificò nel 1613, quando durante una battuta di caccia Anna sparò al cane preferito del re che, dopo l'ira iniziale, si riappacificò con la consorte donandole gioielli dal valore di duemila sterline in memoria dell'animale.
Dopo il 1607 i due reali raramente vissero sotto lo stesso tetto e la regina passava gran parte del tempo a Somerset House o al Palace of Placentia. Si ipotizza che la separazione possa essere stata la conseguenza di crescenti tensioni esacerbate dalla difficile gestazione della loro ultima figlia, Sofia, morta in fasce. Un altro motivo di tensione nella coppia era la feroce opposizione di Anne a Robert Carr, il favorito del marito. Nel 1613 la morte del duca di Galles colpì profondamente la regina, che si ritirò a vita privata: i suoi contatti e la sua influenza sul marito si ridussero al minimo e Giacomo cominciò a dipendere interamente sui suoi favoriti. Nonostante il deterioramento - o addirittura assenza - di rapporti tra i due, la morte di Anna nel 1619 colpì profondamente il re, che compose dei versi in suo onore. Un singolare ritratto del rapporto tra i due ci è stato lasciato dal cappellano della regina, Godfrey Goodman, che affermò che il re era un uomo molto casto e pochissimo in Anna poteva sfavorire questa sua inclinazione: tuttavia i due si amarono per quanto è possibile a un uomo e una donna, "non parlandosi".

### L'amante
Pettegolezzi dell'ultimo decennio del XVI secolo indicano Anne Murray, figlia del primo conte di Tullibardine, come amante del re. Questa ipotesi trova conferma in due poesie scritte dallo stesso Giacomo: "A Dreame on his Mistres My Ladie Glammis" e "A Complaint on his Mistressis Absence from Court". Una lettera di John Carey datata 10 maggio 1595 conferma la reputazione di Anne Murray come "the Kinges Mistris" ("the King's Mistress", "l'amante del re"), un fatto che, secondo Carey, era ampiamente risaputo in tutta Londra. I due si sarebbero conosciuti nel giugno del 1591 durante le celebrazioni del matrimonio di Lilias Murray, sorella di Anne. Nel maggio 1595 Anne Murray sposò il futuro conte di Kinghorne Patrick Lyon. Giacomo non prese parte alle celebrazioni a causa di un'indisposizione della moglie (probabilmente un aborto) e futuri piani della coppia reale di visitare i novelli sposi furono abbandonati.
Una lettera del vescovo di Durham Tobias Matthew potrebbe suggerire che il re ebbe una relazione anche con una delle sette figlie di William Douglas, VI conte di Morton.

### I favoriti
(Huw Lemmey and Ben Miller, Bad Gays: A Homosexual History)
Giacomo I ebbe un buon numero di favoriti nel corso della sua vita, tra cui:
- Philip Herbert, IV conte di Pembroke e I conte di Montgomery,[22][23]
- James Hay, I conte di Carlisle,[22][23]
- James Stewart, conte di Arran (dal 1581 al 1586),[24]
- Alexander Lindsay, Lord Spynie (†1646),[25]
- Francis Stewart, V conte di Bothwell,[26]
- George Gordon, I marchese di Huntly.[24][25]

Si distinsero però in particolare, anche per il ruolo pubblico che rivestirono, Esmé Stewart, Richard Preston (†1628), Robert Carr e George Villiers, che Giacomo I elevò rispettivamente al rango di I duca di Lennox, I conte di Desmond, I conte di Somerset e I duca di Buckingham.

#### Esmé Stewart, I duca di Lennox
(Esmé Stewart in una lettera a Giacomo VI di Scozia (18 dicembre 1582))

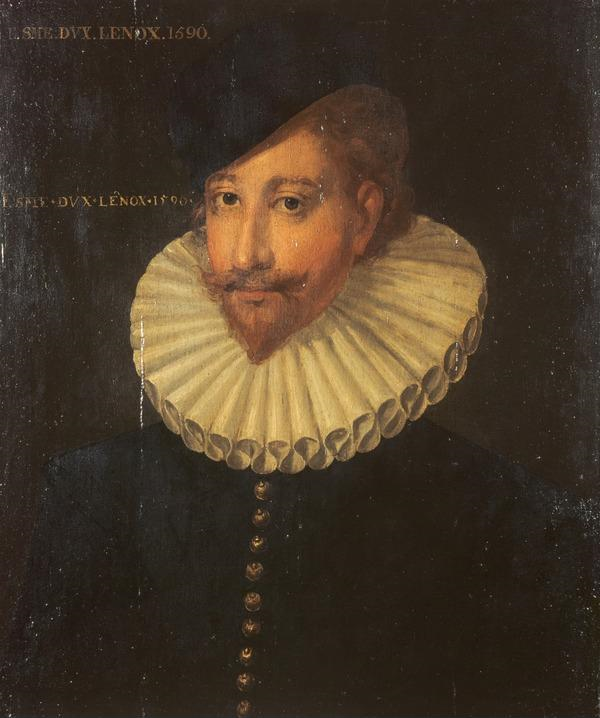
Esmé Stewart (autore ignoto)

Da quando il tredicenne Giacomo VI fece il suo ingresso ad Edimburgo un profondo legame si instaurò tra il monarca adolescente ed Esmé Stewart, trentasettenne sposato e padre di cinque figli. Il lord franco-scozzese, appena tornato dalla Francia, era una sorta di attrazione esotica all'interno della corte di Edimburgo e il legame tra il nobile e il re è stato descritto da alcuni contemporanei. Stando ad alcune testimonianze, quando Giacomo aveva non più di quattordici anni era solito gettare le braccia al collo di Esmé e baciarlo ("he will clasp him about the neck with his arms and kiss him"). Il profondo affetto - o, come lo definiscono i contemporanei, "great love" - di Giacomo si manifestava anche con promozioni, prebende e investiture: Esmé fu nominato Gentleman of the Bedchamber, poi membro del consiglio privato, conte ed infine duca di Lennox. Per evitare tensioni politiche e teologiche, Lennox si convertì dal cattolicesimo al calvinismo, ma ciò non bastò a placare i dubbi della nobiltà scozzese. Un ministro arrivò ad insinuare che il duca avesse mire di natura sessuale sul giovane re ("went about to draw the King to carnal lust").
I nobili scozzesi riuscirono a condannare Esmé all'esilio in Francia, un fatto che fece sprofondare il re in un periodo di grande malinconia. Anche durante l'esilio, Esmé e Giacomo mantennero un fitto scambio epistolare. Le lettere di Lennox rivelano un grande affetto per il giovane Stuart, che reiterava frequentemente paragonando la sua fedeltà a lui a un'incisione nel suo cuore destinata a restarci per sempre. Dopo la morte di Lennox, il suo cuore imbalsamato fu spedito a Giacomo, che rimase tanto turbato dalla morte del duca da immortalarlo nella poesia Ane Tragedie of the Phoenix, in cui Esmé Stewart veniva paragonato a un bellissimo uccello esotico ucciso dall'invidia.

#### Richard Preston, I conte di Desmond
Richard Preston, futuro I conte di Desmond, era il terzo figlio di Richard Preston di Whitehill nel Midlothian scozzese, e apparteneva ad una famiglia della gentry della zona di Edimburgo, che, tra la fine del XVI e l'inizio del XVII secolo, era in possesso del castello di Craigmillar . La famiglia lo collocò ben presto a corte come paggio, incarico in cui risulta sicuramente registrato per l'anno in 1591, e là divenne compagno del giovane re di Scozia Giacomo VI, all'incirca suo coetaneo, e ne guadagnò lo speciale favore a cavallo tra gli ultimi due decenni del secolo, dopo la partenza di Lennox.
Quando Giacomo ascese al trono inglese nel 1603, Preston lo accompagnò in Inghilterra, dove fu ordinato cavaliere in occasione dell'incoronazione del re, con un'antica elaborata cerimonia che prevedeva anche il bagno di purificazione per il nuovo cavaliere. Egli diventava così un "cavaliere del tappeto" (Knight of the Carpet), a significare che aveva conseguito tale onore in un'occasione di festa e non per meriti di carattere militare, e fu poi nominato groom of the privy chamber (una sorta di valletto di camera) del re.
In 1607, Preston ottenne la carica di conestabile del castello di Dingwall in Scozia, località della quale acquistò quindi la dignità baronale e, l'8 giugno 1609, il re creò per lui il titolo di Lord Dingwall. La vicinanza di Preston al re ed il profluvio di onori riversati in conseguenza su di lui provocarono pettegolezzi sul carattere della loro relazione.
Del resto, però, già nel 1608, il re aveva conosciuto a Londra Robert Carr, che divenne il suo favorito soppiantando Lord Dingwall, anche se questi potrebbe in effetti aver contribuito a favorire ed organizzare la nuova relazione del re, conservandone quindi, finché questi visse, lo speciale favore. In seguito Dingwall aiutò anche un altro dei favoriti di Giacomo, George Villiers, ad acquisire una posizione di preminanza, all'interno del seguito del monarca.
Il perdurante favore di Giacomo è confermato dal matrimonio che il re combinò nel 1614 per Lord Dingwall, nonostante la ferma opposizione del padre, con la ricca vedova ereditiera Elisabeth Butler (c. 1585 – 1628), figlia unica di Thomas Butler, X conte di Ormond. Il 19 luglio 1619, infine, su proposta del favorito en titre del re, George Villiers, Lord Dingwall fu elevato alla dignità di conte di Desmond.
Lord Desmond morì il 28 ottobre 1628 annegando durante la traversata tra Dublino e Holyhead.

#### Robert Carr, I conte di Somerset

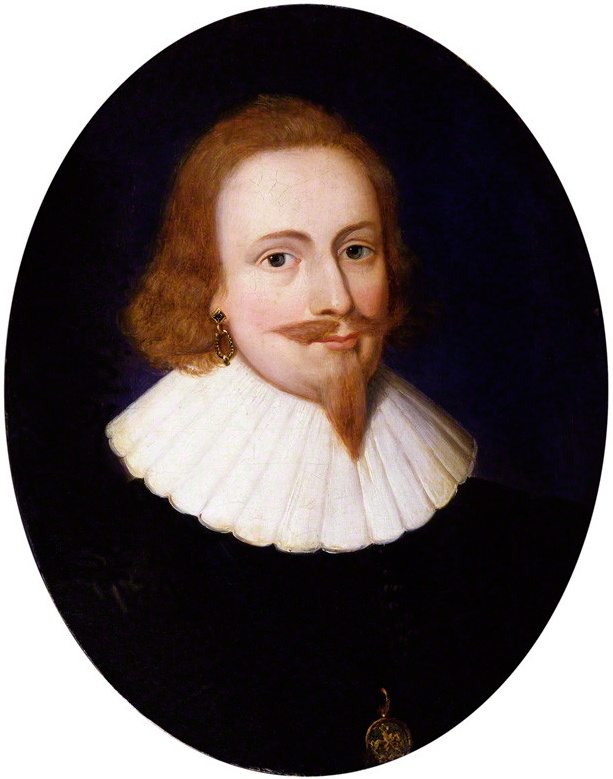
Robert Carr, ritratto da John Hoskins

Giacomo I incontrò Robert Carr, figlio di Sir Thomas Carr e Janet Scott, nel 1607, quando il giovane aveva circa vent'anni o poco meno. Carr attirò l'attenzione del re in un torneo, durante il quale era stato disarcionato e si era rotto la gamba cadendo a terra. Giacomo mostrò da subito un grande interesse per Carr, che viene descritto di bell'aspetto ma dalla limitata intelligenza; il sovrano visitò spesso Carr durante la sua convalescenza e provò anche a insegnargli il latino. Lo storico William McElwee riporta che, anche quando Carr si riprese, le attenzioni del re proseguirono: Giacomo prese l'abitudine di mostrare il suo affetto per il giovane in pubblico tenendogli un braccio intorno alle spalle, pizzicandogli le guance, passandogli la mano tra i capelli, baciandolo e toccandogli gli abiti. Ancora una volta i sentimenti di Giacomo si concretizzavano con regalie e titoli: Carr fu prima investito cavaliere, poi Gentleman of the Bedchamber, membro del consiglio privato e dell'Ordine della Giarrettiera e infine Visconte di Rochester. Quando Carr sposò Frances Howard nel 1612, Giacomo lo rese conte di Somerset. L'intimo rapporto tra il re e Carr proseguì ancora per qualche anno, indisturbato dal nuovo stato civile del favorito.
Nel 1615 cominciarono a vedersi segni di deterioramento nel rapporto tra i due, con Giacomo che si lamentava delle eccessive libertà che Carr si prendeva: affermò infatti che il conte di Somerset osasse rimproverarlo più severamente del suo maestro d'infanzia, ma anche che Carr se ne era andato dalla camera da letto reale nonostante il divieto del monarca. Nel luglio dello stesso anno scoppiò uno scandalo quando Frances Howard fu accusata di aver avvelenato Thomas Overbury nel 1613 perché si era opposto al suo matrimonio con Carr. I Somerset furono giudicati colpevoli e condannati a morte, ma Giacomo commutò la sentenza in sette anni di prigionia nella Torre di Londra.

#### George Villiers, I duca di Buckingham
(Lettera di Giacomo I a George Villiers in Letters of King James VI and I, ed. G.P.V. Akrigg (1984), p. 431)

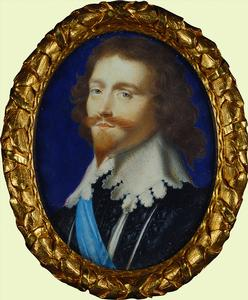
George Villiers

Giacomo I incontrò George Villiers nel 1614, quando il suo rapporto con Carr si stava logorando. Villiers era figlio di un cavaliere del Leicestershire e viene descritto come incredibilmente bello, intelligente ed onesto. Nel 1615 Giacomo I lo investì cavaliere e nel corso degli anni seguenti lo innalzò a membro dell'ordine della giarrettiera, al titolo di visconte e gentleman of the bedchamber (1615), a Conte di Buckingham (1617) e Marchese di Buckingham (1618). Nel 1623 Villiers divenne la prima persona di origini non nobiliari ad essere elevato al rango di duca in oltre un secolo. Con la nomina a duca, Villiers divenne il nobile di più alto rango all'infuori della famiglia reale.
La natura della relazione tra i due non sfuggì - né mancò di essere malignata - dai contemporanei: il poeta Théophile de Viau, per esempio, caratterizza il rapporto tra i due come esplicitamente omosessuale nella poesia Au marquis du Boukinquan, in cui afferma che "Apollo with his songs / debauched young Hyacinthus, ... And it is well known that the king of England / fucks the Duke of Buckingham" ("Apollo corruppe il giovane Giacinto con le sue canzoni... ed è risaputo che il re d'Inghilterra fotte il Duca di Buckingham"). Lo stesso Giacomo non esitava a parlare apertamente dei sentimenti che lo legavano a Villiers, paragonando il suo affetto per lui a quello di Gesù per Giovanni.
La citazione riportata sopra è da una lettera in cui Giacomo faceva a Villiers gli auguri di Natale auspicando un incontro prossimo tra i due: come Stephen Orgel fa notare, in essa il re descrive il suo rapporto con Buckingham come quello tra una coppia di sposi, dato che nella missiva il monarca immagina se stesso come vedovo, padre e marito, mentre descrive Villiers come moglie e figlio. Lavori di ristrutturazione ad Apethorpe Palace, la tenuta preferita di Giacomo I, hanno rivelato un passaggio segreto tra la camera di Villiers e quella del re scozzese.